# Тихий океан
Ти́хий океа́н — частина Світового океану. Обмежений материками Євразія і Австралія на заході, Північна і Південна Америка на сході, лінією, що проходить між півостровами Чукотським (мис Унікин) і Сьюард на півночі, Південним океаном на півдні. Найбільший з океанів на Землі. Площа з морями близько 180 мільйонів км² (1/3 поверхні земної кулі та 1/2 Світового океану), об'єм води 710 мільйонів км³. Найглибший басейн Світового океану, середня глибина — 3 980 м, максимальна глибина — 11 022 м (Маріанська западина). Солоність води не дуже велика і коливається в межах від 30 до 31%.

## Історичний нарис
Перші наукові дані про Тихий океан. були отримані на початку 16 століття іспанським конкістадором В. Нуньєсом де Бальбоа. У 1520-21 Ф.Магеллан уперше перетнув океан від протоки, названої його ім'ям, до Філіппінських островів. Протягом 16-19 століть океан вивчався численними. натуралістами. Систематичні дослідження розпочалися з початку 19 ст. (географічної експедиції І. Ф. Крузенштерна, Ю. Ф. Лисянського, О. Є. Коцебу, Ф.Ф.Беллінсгаузена, М.П.Лазарева, Ч.Дарвіна. Перша власне океанографічна експедиція — кругосвітна подорож англійського судна «Челленджер» (1872-76), дала велику інформацію про фізичні, хімічні, біологічні і геологічні особливості Тихого океану. Великий внесок у його вивчення наприкінці 19 століття внесли наукові  експедиції на суднах: «Витязь» (1886-89, 1894-96) Росія, «Альбатрос» (1888—1905) США; у 20 ст.: на суднах «Карнегі» (1928-29) — США, «Снелліус» (1929-30) — Нідерланди, «Діскавері II» (1930) — Велика Британія, «Галатея» (1950-52) — Данія і «Витязь» — СРСР. Новий етап дослідження почався з 1968, коли з американського судна «Гломар Челленджер» було почато глибоководне буріння.

## Загальні характеристики

### Районування
Зазвичай Тихий океан ділять на дві області — Північну і Південну, що межують по екватору. Також проводять межу по осі екваторіальної протитечії, тобто приблизно по 5° північної широти. Раніше акваторія Тихого океану частіше підрозділялася на три частини: північну, центральну і південну, межами між якими служили Північний і Південний тропіки.
Окремі ділянки океану, розташовані між островами або виступами суші, мають свої назви. До найбільших акваторій Тихоокеанського басейну відносяться Берингове море на півночі; затока Аляска на північному сході; затоки Каліфорнійська і Теуантепек на сході, біля берегів Мексики; затока Фонсека біля берегів Сальвадору, Гондурасу і Нікарагуа і дещо південніше — Панамська затока. Біля західного узбережжя Південної Америки є всього декілька невеликих заток, наприклад Гумаякіль біля берегів Еквадору.
У західній і південно-західній частинах Тихого океану численні великі острови відокремлюють від основної акваторії безліч міжострівних морів, таких як Тасманове море на південний схід від Австралії і Коралове море у її північно-східного узбережжя; Арафурське море і затока Карпентарія на північ від Австралії; море Банда на північ від острова Тимор; море Флорес на північ від однойменного острова; Яванське море на північ від острова Ява; Сіамська затока між півостровами Малакка і Індокитай; затока Бакбо (Тонкінська) біля берегів В'єтнаму і Китаю; Макасарська протока між островами Калімантан і Сулавесі; Молуккське море і Сулавесі відповідно на схід і півночі від острова Сулавесі; Філіппінське море на схід від Філіппінських островів.
Особливий район на південному заході північної половини Тихого океану є море Сулу в межах південно-західної частини Філіппінського архіпелагу, де також є безліч невеликих заток, бухт і напівзамкнених морів (наприклад, море Сібуян, Мінданао, Вісаян, бухта Маніла, затоки Ламон і Лейте). Біля східного берега Китаю розташоване Східно-Китайське і Жовте море; останнє утворює на півночі дві затоки: Бохайвань і Західно-Корейську. Японські острови відокремлені від Корейського півострова Корейською протокою. У цій же північно-західній частині Тихого океану виділяються ще декілька морів: Внутрішнє Японське море серед південних Японських островів; Японське море на захід від них; північніше — Охотське море, що з'єднується з Японським морем Татарською протокою. Ще далі на північ, безпосередньо на південь від півострова Чукотка, знаходиться Анадирська затока.
Найбільші утруднення викликає проведення межі між Тихим і Індійським океанами в районі Малайського архіпелагу. Жодна із запропонованих меж не могла задовольнити одночасно ботаніків, зоологів, геологів і океанологів. Вважається межею розділу так звана лінія Воллеса, що проходить через Макасарську протоку. Також пропонується межа через Сіамську затоку, південну частину Південно-Китайського моря і Яванське море.

### Береги

Тихоокеанське вогняне коло

Береги Тихого океану настільки розрізняються від місця до місця, що важко виділити які-небудь загальні риси. За винятком крайнього півдня, узбережжя Тихого океану обрамлене кільцем згаслих вулканів, відомих як Тихоокеанське вогняне коло. Більша частина берегів утворена високими горами, так що абсолютні відмітки поверхні різко змінюються на близькій відстані від берега. Все це свідчить про наявність на периферії Тихого океану тектонічно нестабільної зони, щонайменші переміщення в межах якої є причиною сильних землетрусів.
На сході круті схили гір підходять до самого берега Тихого океану або відділяються від нього неширокою смугою прибережної рівнини; така будова характерна для всієї прибережної зони, від Алеутських островів і затоки Аляска до мису Горн. Тільки на крайній півночі Берингове море має низовинні береги.
У Північній Америці в прибережних гірських хребтах зустрічаються окремі знижені ділянки та проходи, але в Південній Америці величний ланцюг Анд утворює майже суцільний бар'єр на всьому протязі материка. Берегова лінія тут досить рівна, а затоки та півострови зустрічаються рідко. На півночі найглибше врізані в сушу затоки П'юджет-Саунд і Сан-Франциско і протока Джорджія. На більшій частині південноамериканського узбережжя берегова лінія згладжена і майже ніде не утворює бухт і заток, за винятком затоки Гуаякіль. Проте на крайній півночі та крайньому півдні Тихого океану існують дуже близькі за будовою ділянки — архіпелаг Олександра (південна Аляска) і архіпелаг Чонос (біля берегів південного Чилі). Для обох районів характерні численні острови, великі й малі, з обривистими берегами, фіордами та фіордоподібними протоками, що створюють затишні бухти. Решта частини тихоокеанського узбережжя Північної та Південної Америки, незважаючи на велику протяжність, представляє лише обмежені можливості для судноплавства, оскільки там дуже мало зручних природних гаваней, а узбережжя часто відділяється гірським бар'єром від внутрішньої частини материка. У Центральній і Південній Америці гори утруднюють сполучення між заходом і сходом, ізолюючи нешироку смугу Тихоокеанського узбережжя. На півночі Тихого океану Берингове море більшу частину зими скуто кригою, а узбережжя північного Чилі на значному протязі є пустелею; цей район відомий своїми родовищами мідної руди та натрієвої селітри. Райони, розташовані на крайній півночі та крайньому півдні американського узбережжя, — затоки Аляска та околиці мису Горн, — здобули погану славу своєю штормовою і туманною погодою.
Західне узбережжя Тихого океану істотно відрізняється від східного; береги Азії мають безліч заток і бухт, що в багатьох місцях створюють безперервний ланцюг. Численні виступи різного розміру: від таких великих півостровів, як Камчатка, Корейський, Ляодунський, Шаньдунський, Лейчжоубаньдао, Індокитай, до незліченних мисів, що розділяють дрібні бухти. На азійському узбережжі часті гори, але вони не дуже високі та зазвичай декілька віддалені від берега. Вони не утворюють суцільних ланцюгів і не є бар'єром, що ізолює прибережні райони, як це спостерігається на східному березі океану. На заході в океан впадає багато великих річок: Анадир, Пенжина, Амур, Ялуцзян (Амноккан), Хуанхе, Янцзи, Сицзян, Хонгха (Червона), Меконг, Чаупхрая (Мінам). Багато їх цих річок утворили розлогі дельти, де проживає численне населення. Річка Хуанхе виносить в море так багато наносів, що її відкладення утворили перемичку між берегом і великим островом, створивши таким чином Шаньдунський півострів.
Ще одна відмінність між східним і західним узбережжям Тихого океану полягає в тому, що західний берег облямований величезною кількістю островів різного розміру, часто гористих і вулканічних. До цих островів належать Алеутські, Командорські, Курильські, Японські, Рюкю, Тайвань, Філіппінські (їх загальна кількість перевищує 7 000); нарешті, між Австралією і півостровом Малакка знаходиться величезне скупчення островів, за площею зіставне з материком, на яких розташована Індонезія. Всі ці острови мають гірський рельєф і входять до складу Вогняного кола, що підперізує Тихий океан.
Лише небагато великих річок американського континенту впадають в Тихий океан — цьому перешкоджають гірські хребти. Виняток становлять деякі річки Північної Америки — Юкон, Кускоквім, Фрейзер, Колумбія, Сакраменто, Сан-Хоакін, Колорадо.
Моря розташовані головним чином на його північних і західних околицях: Берингове, Охотське, Японське, Східно-Китайське, Жовте, Південно-Китайське; міжостровні об'єднані під назвою Австрало-Азійське середземне море; околичні — Коралове, Тасманове.

### Острови

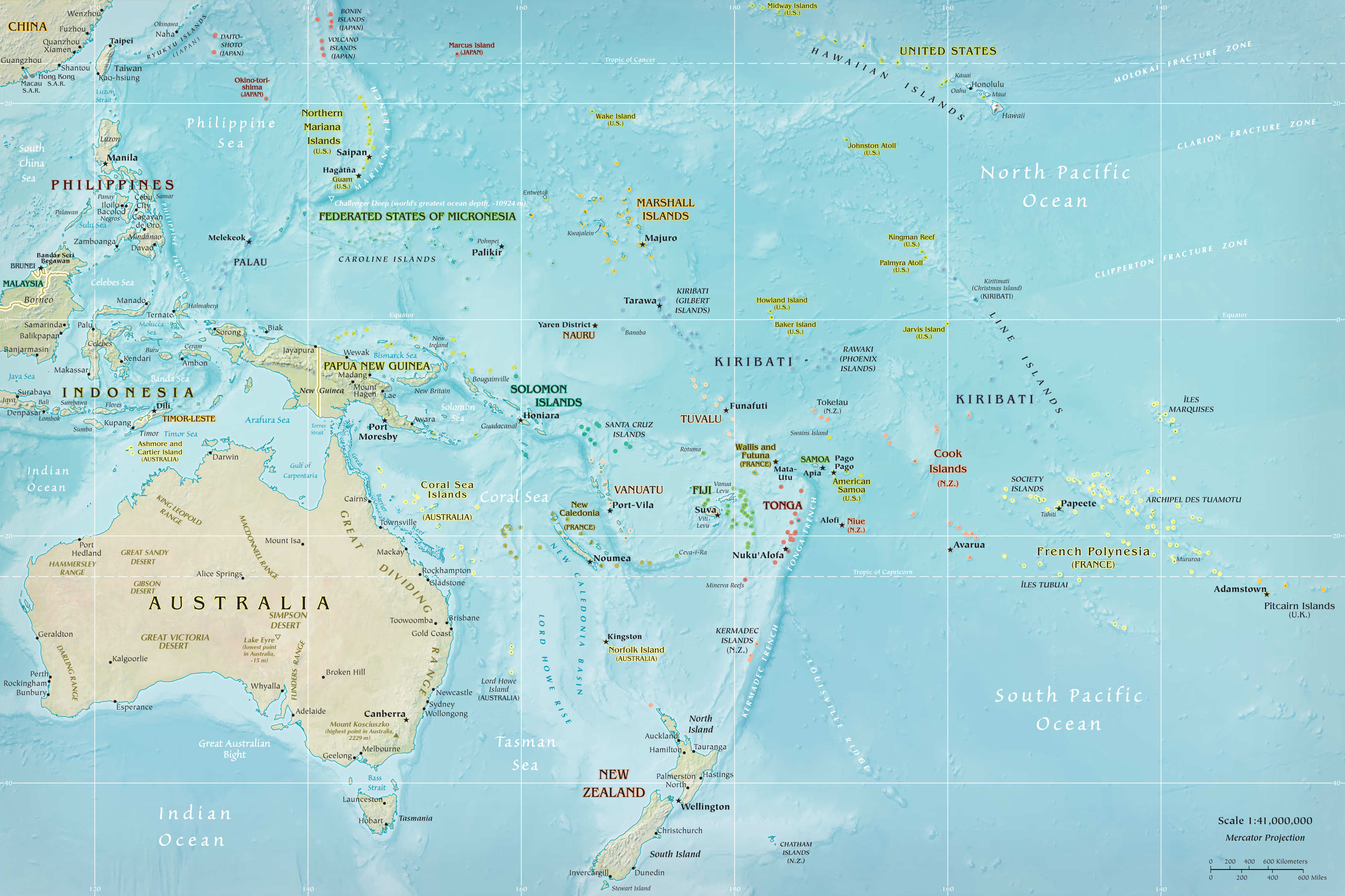
Океанія

За кількістю (близько 10 тисяч) і загальною площею островів (близько 3,6 мільйонів км²) Тихий океан займає перше місце серед океанів.
- материкові острови розташовані в основному на його західній окраїні — Сахалін, Японські, Тайвань, всі великі острови Малайського архіпелагу, острови Нової Зеландії та інші; на сході — більша частина островів біля берегів Північної та Південної Америки;
- вулканічні острови — більша частина Алеутських, Курильських, Рюкю, Гавайських, Самоа, Маркізьких, Табуаі, Галапагос і інших островів;
- коралові острови, крім окремих вулканічних — Каролінські, Маршалові, Туамоту, Гілберта та інші.

Острови центральної та південно-західної частин Тихого океану об'єднуються під назвою Океанія.

## Рельєф дна

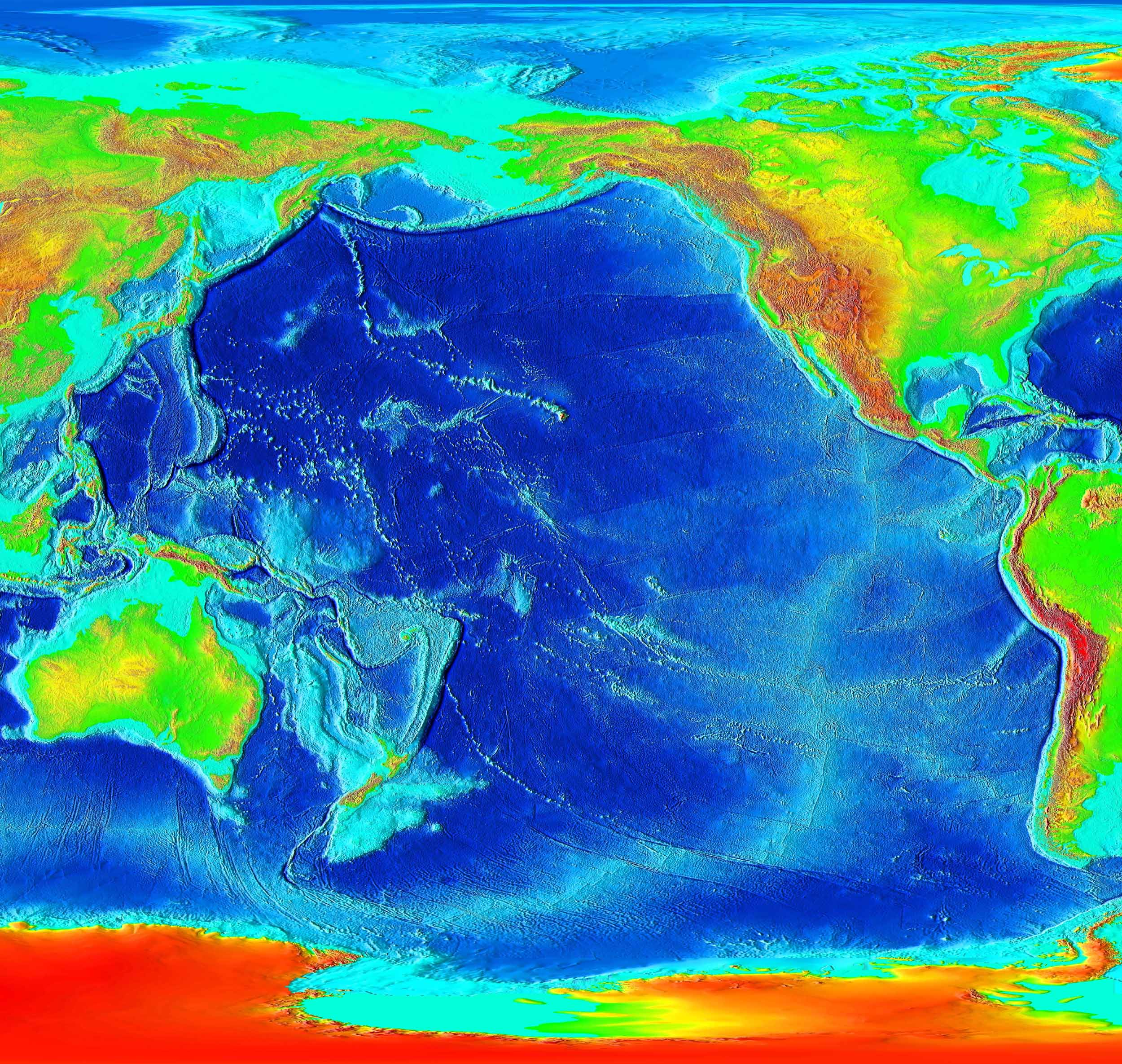
Карта глибин Тихого океану

Дно океану унікальне в геотектонічному відношенні, має більше вулканів, підводних гір і атолів, аніж усіх інших океанах разом. Тихий океан з усіх сторін оточений довгими суцільними поясами складчастих гір з дієвими вулканами. Загальними особливостями рельєфу дна є найбільша, в порівнянні з іншими океанами, його розчленованість і слабкий розвиток шельфу (1,7 % всієї площі океану). Шельф (до 800 м) в Беринговому, Східно-Китайському, Південно-Китайському і Яванському морях, глибше зовнішнього краю від 150 до 500 м. Широкий шельф в Австралії, біля штату Квінсленд рясніє кораловими спорудами, на зовнішньому краї окантованим найбільшим у світі Великим Бар'єрним рифом. Вздовж Північної та Південної Америки на сході океану — вузький шельф (декілька десятків кілометрів).
Материкові схили круті, часто ступеневі, розчленовані каньйонами (Монтерей, Беринга) та інше. По західній і північній периферії океану від півострова Аляска до Нової Зеландії простягається система котловин околичних морів (глибина від 3 000 до 7 000 м), острівних дуг і зв'язаних з ними океанічних жолобів — Алеутський, Курило-Камчатський, Ідзу-Бонінський, Маріанський, Філіппінський та інші. В межах ложа Тихого океану знаходяться просторі улоговини (Північно-Східна, Північно-Західна, Центральна, Південна, Перуанська та інші з глибинами від 4 000 до 7 000 м), розділені великими підняттями. Найбільша структура Тихого океану — Східно-Тихоокеанське підняття, що входить у світову систему серединно-океанічних хребтів, проте на відміну від інших хребтів цієї системи воно розділяє океан на дві асиметричні частини та позбавлене чітко виражених рифтових долин.
Характерні вулканічні хребти та вали: Лайн, Гавайський, Північно-Західний (Імператорський), Маркус-Неккер та інші. Східну частину Тихого океану перетинають численні зони розломів: Мендосіно, Кларіон, Кліппертон та інші.

### Донні осади
Теригенні уламкові та глинясті осідання розвинені на підводних виріжках материків, в котловинах морів, глибоководних жолобах. Кремнисті осідання (діатомові та діатомово-радіолярієві) утворюють три широтних пояси в зонах високої продуктивності фітопланктону (північний, екваторіальний і субантарктичний). Пелагічні червоні глини розвинені на глибині понад 4 500—5 000 м в малопродуктивних зонах.

## Мінеральні ресурси
Корисні копалини: нафта, природний газ, руди рідкісних металів, олово, залізисті та титаново-залізисті піски, золото, залізо-манганові конкреції.
Осн. нафтогазоносні р-ни зосереджені на периферії океану. З твердих виявлені і частково розробляються розсипні родовища магнетитових пісків (Японія, Північна Америка), каситериту (Індонезія, Малайзія), золота і платини (узбережжя Аляски і інш.). У відкритому океані виявлені великі скупчення глибоководних залізомарганцевих конкрецій, що містять також значну к-ть нікелю і міді (розлом Кларіон-Кліппертон). На багатьох підводних горах і схилах океанічних о-вів виявлені залізо-марганцеві кірки і конкреції, збагачені кобальтом і платиною. У межах серединно-океанічних рифтів і в області задугового спредингу (в зах. частині Т.о.) відкриті великі поклади сульфідних руд, що містять цинк, мідь, свинець і рідкісні метали (Східно-Тихоокеанське підняття, Галапагоський рифт). На шельфах Каліфорнії і о. Нова Зеландія відомі родов. фосфоритів. На мілководних ділянках шельфу виявлені і експлуатуються родовища нерудних корисних копалин.

## Клімат
Більша частина Тихого океану розташована в субекваторіальних, тропічних, субтропічних і помірних кліматичних поясах, менша — в екваторіальному і субарктичному. Циркуляція атмосфери над океаном визначається 4 основними областями атмосферного тиску: Алеутським мінімумом, Північно-Тихоокеанським, Південно-Тихоокеанським і Антарктичним максимумами. Такий розподіл тиску обумовлює перевагу в тропічних і субтропічних широтах стійких північно-східних на півночі і південно-східних на півдні вітрів — пасатів (слабших, ніж в інших океанах, і на сході сильніших, ніж на заході) і сильних західних вітрів у помірних широтах.
На заході тропічної зони з червня по листопад часті тропічні урагани — тайфуни. Для північно-західної частини океану характерна мусонна циркуляція атмосфери.
У результаті значних опадів (кількість опадів більша за випаровування) солоність поверхневих вод у ньому трохи нижча, ніж в інших океанах. У північно-східній частині океану спостерігаються великі тумани, які насуваються на материк у вигляді величезних білих хвиль. Справжньою «країною туманів» називають Берингове море.
Коливання температури досить значні, залежно від широтного положення і глибини; температури приповерхневого шару в екваторіальному поясі (між 10° північної широти та 10° південної широти) становлять близько 27-30 °C; на великих глибинах і на крайній півночі та півдні океану температура лише небагато вище за точку замерзання морської води.

## Гідрологічний режим

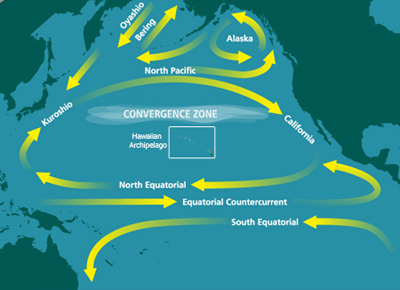
Течії Тихого океану

Поверхневі течії утворюють антициклональні коловороти в субтропічних і тропічних широтах і циклоніальні коловороти в північних помірних і південних високих широтах. У північній частині океану циркуляція визначається теплими течіями Північно-Пасатною — Куросіо і Північно-Тихоокеанською і холодною Каліфорнійською. У фронтальній зоні Куросіо утворює синоптичні вихори в поперечнику до 250—300 км, глибиною до 1000 м, час існування — декілька місяців, швидкість пересування — декілька сантиметрів в секунду. В північних помірних широтах панує Курильська течія, на сході тепла Аляскинська течія.
Суттєва ланка екваторіальної циркуляції Тихого океану — підповерхнева протитечія Кромвела. Вона перетинає Тихий океан від континенту до континенту на глибині від 150—300 м на заході до 250—300 м на сході в смузі завширшки 500—600 км. Напрямок течії східний. Швидкість протитечії в центральній і східній частинах океану — близько 5,4 км/год. Вона мандрує біля екватору.
У південній частині океану антициклональна циркуляція складається теплими течіями Південною Пасатною, Східно-Австралійською, і холодною течією Західних Вітрів і Перуанською. Північніше екватора, між 2—4° і 8—12° північної широти північні й південні циркуляції протягом року розділяються Міжпасатною (Екваторіальною) протитечією.
Середня температура води на поверхні в лютому змінюється від 26—28°C біля екватора, до −0,5—1 °C північніше 58° північної широти, біля Курильських островів і південніше 68° південної широти. У серпні температура дорівнює 25—29 °C біля екватора, 5—8 °C у Беринговій протоці та від −0,5 до 1 °C південніше 60—62° південної широти.
Найбільша солоність 35,5 ‰ і 36,5 ‰ відповідно в північних і південних субтропічних широтах. Біля екватора вона зменшується до 34,5 ‰ і менше, в північних помірних широтах падає до 30—31 ‰, в південних високих широтах до 33,5 ‰.
Щільність води на поверхні рівномірно збільшується від екватора до високих широт — від 1021 кг/см³ до 1027 кг/см³ і більше.
Припливи характерні неправильні подобові, напівдобові та неправильні добові (до 12,9 м в Пенжинській губі). Біля Соломонових островів і біля частини берега Нової Гвінеї припливи добові (до 1,5 м). Для Тихого океану характерні цунамі (до 50 м).
В «Звіті про стан клімату в південно-західній частині Тихого океану за 2022 рік», Всесвітня метеорологічна організація (ВМО) констатувала, що рівень моря в південно-західній частині Тихого океану підвищується приблизно на 4 міліметри на рік, що трохи перевищує середній глобальний показник. Це загрожує низинним територіям, як-от Тувалу та Соломонові Острови, які із часом можуть опинитися під водою.

### Крига
Крига утворюється в північно-західних морях (Берингове, Охотське, Японське, Жовте), на півночі затоки Аляска і біля берегів Антарктиди.
Основна частина мас криги в Антарктичній області, плавуча крига в високих південних широтах розповсюджується взимку до 61—64° південної широти, влітку до 70° південної широти. Айсберги в кінці літа виносяться до 46—48° південної широти.

## Флора і фауна
Флора і фауна характеризуються багатством і великим різноманіттям. Флора Тихого океану налічує близько 100 тисяч видів (біологія); у фітопланктоні відомо близько 380 видів. У зоні шельфу представлені різноманітні бурі водорості, фукусові, Ламінарія водорості, молюски, черви, ракоподібні, голкошкірі та інші організми. Для тропічних широт характерний сильний розвиток коралових рифів.
Рибна фауна включає не менше 2000 видів у тропічних широтах і близько 800 видів;— у помірних (далекосхідні моря). В океані мешкає понад 2000 видів риб і 6000 видів молюсків. У північній частині океану поширені лососеві риби — лосось, кета, горбуша. У центральній частині багато тунця й оселедця, біля західного узбережжя;— анчоусів. Риба є кормовою базою для птахів.
У північних помірних і в південних високих широтах живуть численні ссавці: кашалот, декілька видів смугастиків, морський котик; лахтак, морж і сивуч (на півночі), а також краби, креветки, устриці, головоногі молюски та інші. У фауні Тихого океану багато ендеміків.

## Економічно-політичне значення
Роль Тихого океану у світовій економіці визначається значною часткою промислової та сільськогосподарської продукції, що виробляється в прибережних країнах, його багатими та різноманітними природними ресурсами, масштабним транспортним використанням. Тихий океан дає приблизно 59 % світового вилову риби й морепродуктів (переважають минтай, івасі, чилійська сардина, перуанська ставрида, перуанський анчоус та ін.). У північно-західній частині Тихого океану зосереджені основні світові запаси лососевих риб. Серед не рибних об'єктів провідне місце займають кальмари, креветки, мідії, морський гребінець та інші. Тихий океан дає близько 90 % світового видобутку водоростей.
Найбільші світові прибережно-морські розсипи рутилу і циркону знаходяться на східному і південно-східному узбережжі Австралії, ільменіто-цирконієві піски — вздовж західного берега Північної Америки від Аляски до Каліфорнії, багаті розсипи каситериту біля берегів Південно-Східної Азії, титано-магнієві піски в прибережній зоні Японії. Прибережно-морські розсипи Аляски багаті на золото і платину. На дні глибоких (понад 3 000 м) районів Тихого океану виявлені великі поклади залізо-манганових конкрецій, найбагатша зона площею близько 6 мільйонів км² між 6 і 20° північної широти та приблизно між 180 і 120° західної довготи. В Тихому океані розвідано понад 120 нафтових і нафтогазових родовищ, з яких майже 70 % в експлуатації. Основні райони морського нафтовидобутку: південна частина Каліфорнійського шельфу, затока Кука, Аляска (див. Нафтогазоносний басейн Затоки Кука), затока Гуаякіль (Еквадор), західний шельф Японії, затока Бохайвань (КНР), Бассова протока, Малайський архіпелаг, Північний острів Нової Зеландії, Бруней, Таїланд, Малайзія, Індонезія, Перу. Видобуток кам'яного вугілля ведеться біля берегів Японії.
Див. також: Мінеральні ресурси Тихого океану
Тихий океан займає 2-е місце у світі за об'ємом морських перевезень і відрізняється значними темпами їх зростання. Найважливіші транспортні шляхи зв'язують порти США і Канади з портами Японії. В Японію перевозяться кам'яне вугілля, лісові вантажі, зерно, руда та інше; у зворотному напрямку — автомобілі, електроніка, тканини, риба. Значні за об'ємом перевезення виконуються по лініях американо-австралійського тихоокеанського напрямку. З Австралії та Нової Зеландії в США доставляються свинець, цинк, шерсть, м'ясо; в зустрічних потоках переважають верстати, машини, прилади. Маршрутами, що поєднують порти південноамериканських країн з тихоокеанськими та атлантичними (через Панамський канал) портами США і Канади, перевозяться руди чорних і кольорових металів, селітра та інша сировина.
Головні порти: Синґапур (Синґапур), Маніла (Філіппіни), Сянґан, Шанхай, Ґуанчжоу (Китай), Кобе, Тіба (Японія), Владивосток (Росія), Сан-Франциско, Лос-Анджелес (США), Панама (Панама), Кальяо (Перу), Гонолулу (Гавайські острови, США).

### Країни узбережжя та прилеглих морів

#### Незалежні
- Австралія
- Бруней
- Камбоджа
- Канада
- Чилі
- КНР
- Колумбія
- Коста-Рика
- Еквадор
- Сальвадор
- Гватемала
- Гондурас
- Індонезія
- Японія
- Північна Корея
- Південна Корея
- Малайзія
- Мексика
- Нікарагуа
- Панама
- Папуа Нова Гвінея
- Перу
- Філіппіни
- Росія
- Сінгапур
- Тайвань
- Таїланд
- Східний Тимор
- США
- В'єтнам

#### Залежні
- Гонконг
- Макао

### Країни, які безпосередньо в океані

#### Незалежні
- Федеративні Штати Мікронезії
- Фіджі
- Кірибаті
- Маршаллові Острови
- Науру
- Нова Зеландія
- Палау
- Самоа
- Соломонові Острови
- Тонга
- Тувалу
- Вануату

#### Залежні
- Американське Самоа
- Острови Кука
- Французька Полінезія
- Гуам
- Нова Каледонія
- Ніуе
- Острів Норфолк
- Північні Маріанські Острови
- Піткерн
- Токелау
- Волліс і Футуна
- Острівні території США

## Дослідження океану

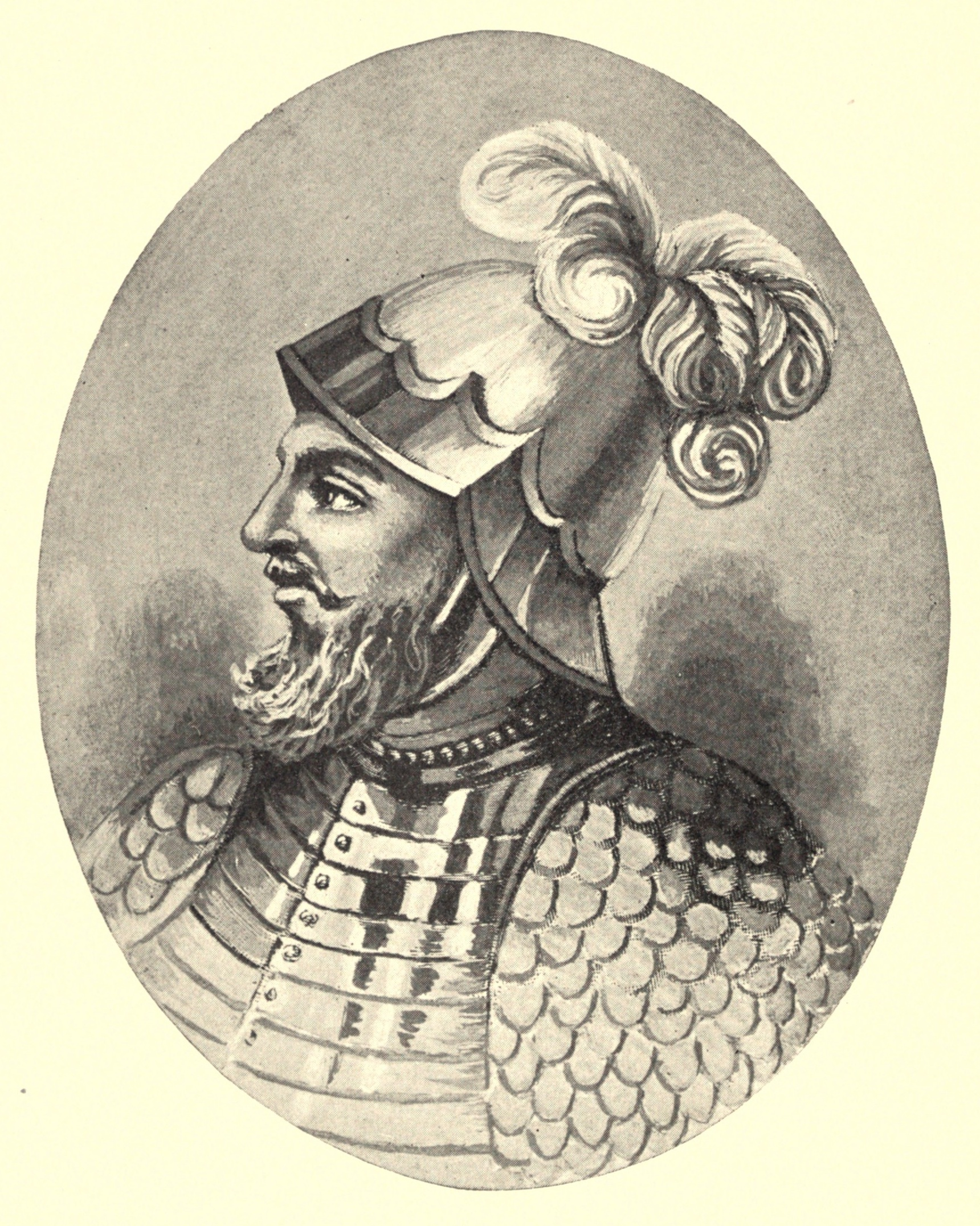
Васко Нуньєс де Бальбоа

Перші наукові дані про океан були отримані на початку 16 століття іспанським конкістадором В. Нуньєсом де Бальбоа. У 1520–1521 роках Фернан Магеллан уперше перетнув океан від протоки, названої його ім'ям, до Філіппінських островів. Під час плавання не було жодної бурі, тому Магеллан назвав океан «Тихим».
Протягом 16—19 століть океан вивчався численними натуралістами. Систематичні дослідження розпочалися з початку 19 століття (географічні експедиції І. Ф. Крузенштерна, Ю. Ф. Лисянського, О. Є. Коцебу, Ф. Ф. Беллінсгаузена, М. П. Лазарева, Ч. Дарвіна).
Перша власне океанографічна експедиція — навколосвітня подорож англійського судна «Челленджер» (1872–1876), дала велику інформацію про фізичні, хімічні, біологічні та геологічні особливості Тихого океану. Великий внесок у його вивчення наприкінці 19 століття зробили наукові експедиції на суднах: «Витязь» (1886–1889, 1894–1896) Росія, «Альбатрос» (1888–1905) США; у 20 столітті: на суднах «Карнегі» (1928–1929) — США, «Снелліус» (1929–1930) — Нідерланди, «Діскавері II» (1930) — Велика Британія, «Галатея» (1950–1952) — Данія і «Витязь» — СРСР. Новий етап дослідження почався з 1968 року, коли з американського судна «Гломар Челленджер» було почато глибоководне буріння.

### Хронологія
| Рік (роки)      | Дослідження | Країна          | Дослідники                                                                    |
| --------------- | --- | --------------- | ----------------------------------------------------------------------------- |
| 1874            | початок виявлення підводних гір Маркус-Неккер, Північно-Східної, Північно-Західної, Алеутської і Центральної котловин, Японського, Курило-Камчатського і Алеутського жолобів, Алеутського підводного хребта | США             | Дж. Белкнеп                                                                   |
| 1874—1875       | початок відкриттів Тасманової, Південної і Чилійської котловин; підводних хребтів Лорд-Хау, Колвілл-Лау; Гавайського і Східно-Тихоокеанського піднять; продовження відкриття Японського жолоба, Північно-Східної і Північно-Західної котловин; відкриття і дослідження на протяжності 1 300 км Чилійського підняття; виділення двох глибоководних зон — абісальної і батіальної | Велика Британія | Ч. У. Томсон, Ф. Томсон, Дж. Меррей                                           |
| 1875—1876       | виявлення в підводного хребта Норфолк, Південно-Фіджійської котловини і котловини Беллінсгаузена; продовження відкриття Південної котловини | Німеччина       | Г. Шлейніц, Г. Неймайєр                                                       |
| 1889, 1895      | виявлення глибоководних жолобів Кермадек і Тонга | Велика Британія | експедиція на «Пінгвіні»                                                      |
| 1907, 1912      | відкриття Філіппінського глибоководного жолоба | Німеччина       | В. Лебан, В. Бреннеке                                                         |
| 1932, 1938      | виявлення підводних піднять Чатем і Південно-Тихоокеанського (прослідженого на 2 000 км) і Новозеландського плато; продовження виявлення Східно-Тихоокеанського підняття, котловин Беллінсгаузена і Південної | Велика Британія | експедиція на Діскавері-ІІ, У. Кері                                           |
| 1941—1942, 1948 | відкриття гайотів — плосковерхих підводних гір, крупних розломів Сорол і Муссау | США             | Г. Хесс                                                                       |
| 1949—1955       | виявлення в Беринговому морі підводного хребта Ширшова; в Охотському морі — впадин Дерюгіна і ТІНРО, підводних підвищень Академії Наук і Інституту океанології, жолобів Макарова, Петра Шмідта і Лебедя; в Японському морі — підводних підвищень «Витязя» і хребта Богорова; в північно-західній частині Тихого океану — підводного хребта «Витязя»; дослідження Курило-Камчатського жолоба; виявлення підводних підвищень Зенкевича і Обручова; відкриття північного продовження Гавайського хребта. | СРСР            | експедиція на «Витязі»                                                        |
| 1950            | продовження відкрить підводних гір Маркус-Неккер | США             | експедиція на «Хорайзні»                                                      |
| 1950—1959       | відкриття і дослідження десяти гігантських розломів, в тому числі Мендосіно, Меррей, Кларіон і Кліппертон, вивчення Східно-Тихоокеанського підняття | США             | Г. Менард                                                                     |
| 1957—1959       | виявлення максимальних глибин жолобів Палау, Новобританського, Бугенвільського, Тонга (найбільша в Південній півкулі) і Кермадек; встановлення в Маріанській впадині найбільшої глибини Світового океану (11 022 м). Відкриття жолобів Новогвінейського, «Витязя», Адміралтейства; дослідження і опис багатьох підвищень дна океану — глибових хребтів і масивів (в тому числі підвищення Шатського), крайових валів, вивчення систем жолобів Японського, Ідзу-Бонінського, Волкано та інших.         | СРСР            | експедиція на «Витязі», О. Добровольський, В. Богоров, І. Сергеєв, Г. Удінцев |
| 1964            | відкриття і дослідження на довжині 2 000 км підводних гір Музикантів. | США             |                                                                               |
| 1965            | виявлення Північної субтропічної протитечії. | СРСР            | експедиція на «Ю. М. Шокальському»                                            |
| 1968            | виявлення в центральній частині океану підводної гори Карпинського. | СРСР            | експедиція на «Витязі»                                                        |
| 1968            | виявлення в західній частині океану екваторіальної підповерхневої протитечії. | СРСР            | експедиція на «А. І. Воєйкові»                                                |